# Tour de Bohèmia
El Tour de Bohèmia (oficialment: Bohemia Tour) era una cursa ciclista que es disputa a la regió de Bohèmia a l'actual República Txeca. Es va córrer de 1968 a 2004. Algunes edicions es va conèixer com a Ytong Bohemia Tour.
No s'ha de confondre amb els posteriors Tour Bohemia o East Bohemia Tour.

## Palmarès
| Any     | Vencedor           | Segon               | Tercer            |
| ------- | ------------------ | ------------------- | ----------------- |
| 1968    | Bretislaw Soucek   | Alex Svoboda        | Jiri Prchal       |
| 1969    | Miloš Hrazdíra     | Jindrich Marek      | Jiri Prchal       |
| 1970    | Rudolph Labus      | Petr Matousek       | Miloš Hrazdíra    |
| 1971    | Jan Smolík         | Rudolph Labus       | Jiri Mainus       |
| 1972    | Miloš Hrazdíra     | Jiri Prchal         | Vlastimil Moravec |
| 1973    | Jiri Bartolsic     | Rudolph Labus       | Lubomir Zajac     |
| 1974    | Jiri Bartolsic     | Jiri Prchal         | Michal Klasa      |
| 1975    | Vlastimil Moravec  | Petr Bucháček       | Jiri Prchal       |
| 1976    | Zdenek Janda       | Jiri Prchal         | Jaroslav Poslusny |
| 1977    | Bernd Drogan       | Jiří Škoda          | Petr Matousek     |
| 1978    | Jiří Škoda         | Ladislav Ferebauer  | Luder Mraz        |
| 1979    | Ladislav Ferebauer | Jiri Bartolsic      | Ladislav Foldina  |
| 1980    | Ladislav Ferebauer | Henke Svatopluk     | Ludek Kubias      |
| 1981    | Miroslav Sýkora    | Jiri Bartolsic      | Martin Göetze     |
| 1982    | Miroslav Sýkora    | Ladislav Ferebauer  | Jozef Regec       |
| 1983    | Miroslav Sýkora    | Jiří Škoda          | Miloš Hrazdíra    |
| 1984    | Lubomir Burda      | Hardy Groeger       | Olaf Ludwig       |
| 1985    | Miroslav Sýkora    | Jiří Škoda          | Jan Posipenka     |
| 1986    | Otakar Fiala       | Vladimir Kozarek    | Jiri Traznivek    |
| 1987    | Vaclav Toman       | Ludvik Styks        | Miroslav Vasicek  |
| 1988    | Miroslav Vasicek   | Stephan Gottschling | Radovan Fořt      |
| 1989    | Éric Pichon        | Otakar Fiala        | Jan Jesiak        |
| 1990    | Roman Kreuziger    | Ludek Styks         | Pavel Padrnos     |
| 1991    | Vaclav Toman       | Otakar Fiala        | Vladimir Svehlik  |
| 1992    | Tomas Velecky      | Pavol Zabudan       | Pavel Camrda      |
| 1993    | Jan Ullrich        | Jorn Reuss          | Alex Kaltenhuber  |
| 1994    | Pavel Padrnos      | František Trkal     | Alex Kaltenhuber  |
| 1995    | Vladimir Svehlik   | Heiko Latocha       | Slavomir Heger    |
| 1996-97 | No disputat        |                     |                   |
| 1998    | Ondřej Sosenka     | Milan Kadlec        | René Andrle       |
| 1999    | Jaroslav Bílek     | Jan Bratkowski      | Miroslav Kejval   |
| 2000    | Ondřej Sosenka     | Milan Kadlec        | Valter Bonca      |
| 2001    | Ondřej Sosenka     | Milan Kadlec        | Michael Hrazdira  |
| 2002    | Milan Kadlec       | Michal Kalenda      | Timo Scholz       |
| 2003    | Zbigniew Piątek    | Ralf Grabsch        | Peter Renang      |
| 2004    | Lubor Tesař        | Jan Falynec         | Milan Kadlec      |